# ЕИ Ирин
Еи „ИРИН“  (Еи истраживачко развојни институт „ИРИН“ Ниш) је био институт у саставу Електронске индустрије. Институт се налазио у кругу бивше Електронске индустрије у Нишу. (ПИБ 100666614,  Матични број 07308515, Адреса : Бул. Цара Константина 80-86, Ниш 18000)
Основан је 1967. године као посебна научноистраживачка јединица Електронске индустрије Ниш. Године 1976. је у складу са ондашњим законом трансформисан у ООУР (Основна организација удруженог рада) у саставу Еи Ниш са две ЈУР (Јединица удруженог рада) једна у Нишу једна у Београду. Током година су мењанани називи-организација од радне организације преко друштвеног предузећа до друштва са ограниченом одговорношћу (1998.г.)

## Руководство
Први руководиоци су били директор ООУРа-а Милојко Лазић и његов  заменик руководилац ЈУР-а  у Нишу  др.Ђорђе Бошан.
Каснији директори:
- Велизар Павловић (више пута)
- др. Боривоје Митровић
- др. Станислав Матић
- др. Видосав Стојановић [1]

## Производни програм
Системи даљинске контроле и управљања
Информациони системи за отворене и затворене спортске објекте
Микроталасни уређаји
Постројења за пречишћавање отпадних вода
Софтверски пакети
Системи озвучења и видео надзора
Истраживање и развој у техничким и технолошким наукама
Инжињеринг послови у опремању индустријских и пословних објеката
Укупан производни, пословни и магацински простор је износио 3.410 m²

## Стечајни поступак
Предузеће је уписано у Регистар привредних субјеката решење Привредног суда у Нишу , пословни број: 2. Ст.39/2013 од 30.01.2014. године којим се отвара стечајни поступак над стечајним дужником “ELEKTRONSKA INDUSTRIJA-ISTRAŽIVAČKO RAZVOJNI INSTITUT DOO NIŠ”.